# Прапор Окнянського району
Пра́пор Окня́нського райо́ну затверджений рішенням Окнянської районної ради. Автор проекту прапора  — А. Гречило.

## Опис
Прапор Окнянського району — це прямокутне полотнище зі співвідношенням 2:3, яке складається з двох горизонтальних смуг — синьої та білої (їх ширини становлять відповідно 4/5 та 1/5 ширини прапора), на синьому полі розміщено малий герб району.
Вертикальна вісь герба проходить на відстані довжини прапора від древка, висота щита рівна 2/5 полотнища (відстань від верхнього краю щита до верхнього краю прапора рівна 1/5 ширини полотнища).
По периметру щит має золоту облямівку.

## Статут прапора
Прапор Окнянського району є офіційним атрибутом місцевого самоврядування, символом єдності територіальних громад сіл, селища Окнянського району та взаєморозуміння її мешканців.
Прапор є втіленням духовної височини, спрямованості до моральних ідеалів, сталості розташування.